# Accidente aéreo de Yeisk
En la noche del 17 de octubre de 2022, un avión militar Su-34 se estrelló contra un edificio de apartamentos en Yeisk, Krasnodar Krai, Rusia. Una gran bola de fuego fue visible en el momento del impacto, provocando un incendio en el edificio de nueve pisos, matando a 15 personas.

## Accidente e incendio
El Ministerio de Defensa ruso informó que el cazabombardero Su-34 se estrelló mientras ascendía para realizar un vuelo de entrenamiento. Los pilotos expulsados. Informaron que la causa del accidente fue el encendido de uno de los motores durante el despegue. El ministerio dijo que el combustible se incendió en el lugar del accidente. El Ministerio de Situaciones de Emergencia recibió información sobre el accidente del avión Su-34 en un edificio residencial de varios pisos a las 18:25; el incidente ocurrió en la intersección de la calle Krasnaya (Roja) y la calle Kommunisticheskaya (Comunista)..
El fuego dañó al menos 17 apartamentos en el edificio, según el gobernador de Krasnodar Krai, Veniamin Kondratyev. Al mismo tiempo, el servicio de despacho de guardia de la ciudad dijo que el fuego dañó al menos 45 apartamentos. Según el servicio, el fuego engulló por completo uno de los accesos, donde se produjo un derrumbe de los pisos del noveno al quinto. Al mismo tiempo, el Ministerio de Situaciones de Emergencia regional informó que los apartamentos del primero al quinto piso se incendiaron después del accidente. Sobre las 20:40 hora local, el fuego fue contenido y los restos de la aeronave fueron extinguidos.

## Análisis e investigación
Según el experto en aviación ucraniano Valery Romanenko, "si el vuelo hubiera sido de combate, la mitad de la casa no habría estado allí". Reconoció la presencia de pequeñas explosiones que se escucharon después de que el avión se estrellara, pero sugirió que se trataba de cartuchos para un cañón de 30 mm o proyectiles de entrenamiento. Sin embargo, señaló la ausencia de grandes explosiones, a pesar de que la aeronave es capaz de llevar hasta ocho toneladas de bombas. Según The Bell, este desastre es al menos la décima pérdida no relacionada con combates de la aviación rusa desde el comienzo de la invasión rusa de Ucrania.
Según el canal Telegram del Comité de Investigación de Rusia, se ha abierto una causa penal por el hecho del accidente del avión Su-34 en Yeysk. El departamento señaló que los criminólogos de la oficina central del departamento fueron enviados al lugar del incidente, se están estableciendo las circunstancias y causas del incidente.